# Edvard Larsen
Martin Edvard Larsen, född 27 oktober 1881 i Oslo, död 10 september 1914 i Oslo, var en norsk friidrottare.
Larsen blev olympisk bronsmedaljör på tresteg vid sommarspelen 1908 i London.